# 寄藤好実

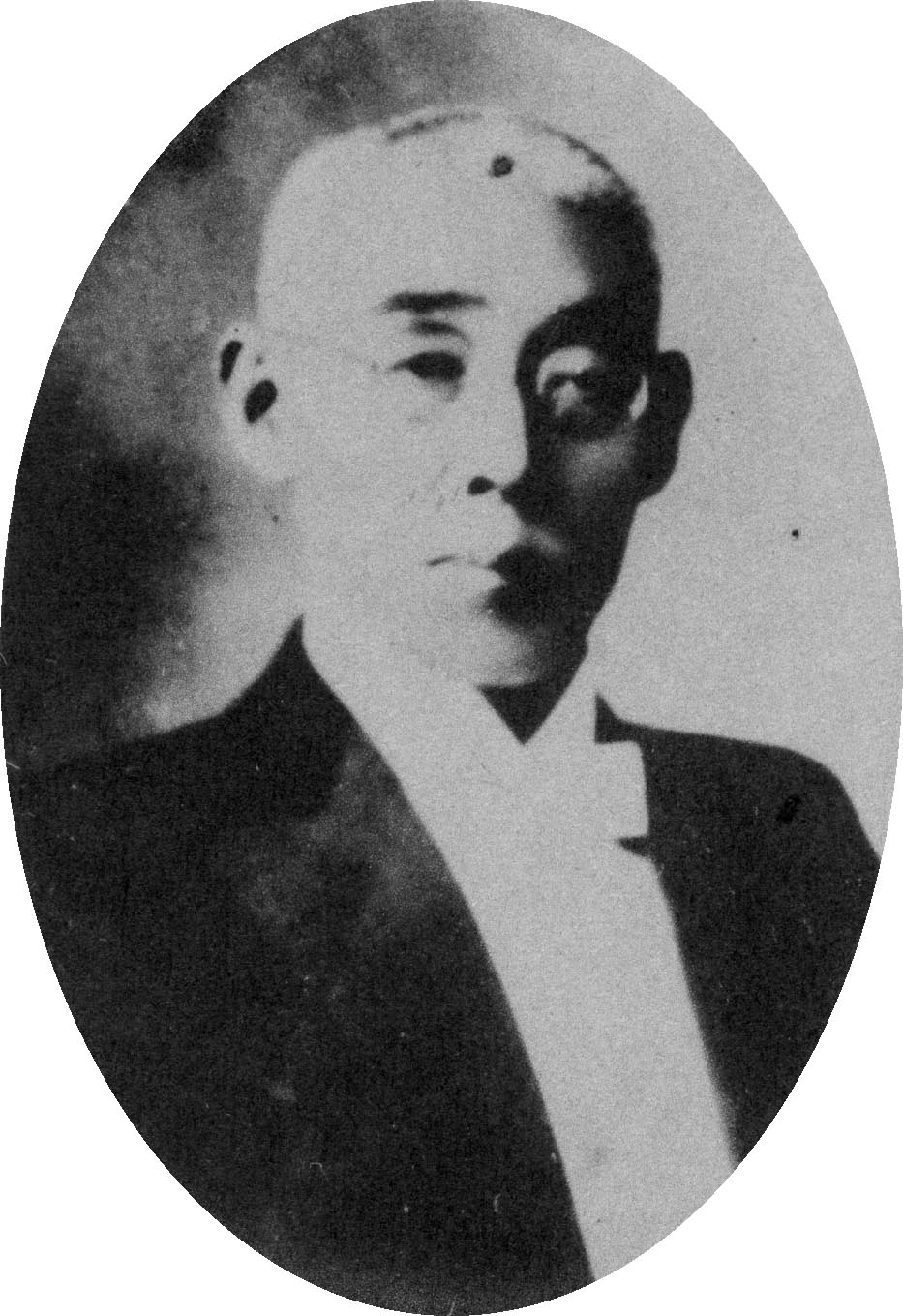
寄藤好実

寄藤 好実（よりふじ よしざね、文久3年3月14日（1863年5月1日） - 昭和3年（1928年）5月21日）は、日本の教育者。幼名は銀吉。号は紫軒。

## 生涯
信濃国松本城下に松本藩士寄藤武八郎義弘の長男として生まれる。明治元年（1868年）藩校崇教館に学ぶ。廃藩による秩禄処分により、同7年（1874年）一家を挙げて安曇郡東穂高村（現長野県安曇野市）に移り、高橋白山の矢原研成学校に学ぶ。生活は困窮したが、苦学の末、同16年（1883年）長野県師範学校を卒業。南安曇郡穂高尋常小学校訓導、東筑摩郡小学督業、同郡堀之内尋常小学校校長を経て、同22年（1889年）松本尋常小学校（後の旧開智学校）校長兼訓導に転任し、同25年（1892年）同高等小学校校長兼訓導に任命された。在任中は校内講習を通して技能教科を一変させ、また児童組合を設けて校外指導に努め、校訓と校歌・校章・校旗を制定して児童訓育の徹底を図った。更に同24年（1891年）社会教育のため開智書籍館（松本市図書館の前身）を創立した。
一方、明治20年（1887年）東筑摩教育交詢会の首脳となり、沢柳政太郎の教育学、桑木厳翼の倫理学、坪井正五郎の人類学などの講習会を開き、同33年（1900年）には「松本人類学会」の発起人の一人となる。同34年（1901年）には松本高等女学校の設立に尽力し、同校教諭などを経て、同年、文部省普通学務局に入庁し、のち第1課長を務める傍ら、同37年（1904年）日本大学高等師範科に夜間通学し卒業。同41年（1908年）新設の徳島県女子師範学校校長兼徳島高等女学校校長、のち満州に渡り関東都督府高等女学校校長、大正6年（1917年）大連高等女学校校長などを歴任し、関東庁の命により、同12年（1923年）に教科書編纂及び満州社会事業研究会評議員を務めた。同13年末（1924年）に退職し、昭和3年（1928年）全国高等女学校長協会主事嘱託となった。昭和3年（1928年）東京府下の自宅で死去した。

## 勲章
- 大正6年（1917年） - 正六位
- 大正12年（1923年） - 勲四等瑞宝章

## 著書
- 「初学国語仮名遣読本」大日本図書 1895年